# Élections municipales partielles françaises de 2025
Des élections municipales partielles auront lieu en 2025 en France.
Cette liste concerne uniquement les communes de plus de 2 000 habitants.

## Bilan
| Partis       | Partis                    | Maires sortants | Maires élus | Évolution     |
| ------------ | ------------------------- | --------------- | ----------- | ------------- |
|              | Divers droite             | 4               | 2           | 2             |
|              | Les Républicains          | 2               | 2           | en stagnation |
| Total droite | Total droite              | 6               | 4           | 2             |
|              | Sans étiquette            | 0               | 2           | 2             |
|              | Écologistes               | 0               | 1           | 1             |
| Total divers | Total divers              | 0               | 3           | 3             |
|              | Divers gauche             | 0               | 1           | 1             |
|              | Parti communiste français | 1               | 0           | 1             |
|              | Mouvement des citoyens    | 1               | 0           | 1             |
| Total gauche | Total gauche              | 2               | 1           | 1             |
|              | Divers centre             | 1               | 1           | en stagnation |
| Total centre | Total centre              | 1               | 1           | en stagnation |
| Total        | Total                     | 9               | 9           | -             |

## Élections

### Avesnes-les-Aubert(Nord)
- Maire sortant : Alexandre Basquin (PCF)
- Maire élu ou réélu : Laurent Maillard (DVG)

- Contexte : Démission du maire sortant et conseil municipal incomplet[1].

|                                      | Laurent Maillard         | DVG                      | 1 011 | 80,81 | 25 | 3 |  |  |
| Avesnes au cœur                      |                          |                          | 1 011 | 80,81 | 25 | 3 |  |  |
|                                      | Georges Bacquet          | SE                       | 240   | 19,18 | 2  | 0 |  |  |
| Ensemble, redynamisons notre commune |                          |                          | 240   | 19,18 | 2  | 0 |  |  |
|                                      |                          |                          |       |       |    |   |  |  |
| Suffrages exprimés                   | Suffrages exprimés       | Suffrages exprimés       | 1 251 | 96,01 |    |   |  |  |
| Votes blancs                         | Votes blancs             | Votes blancs             | 24    | 1,84  |    |   |  |  |
| Votes nuls                           | Votes nuls               | Votes nuls               | 28    | 2,15  |    |   |  |  |
| Total                                | Total                    | Total                    | 1 303 | 100   | 27 | 3 |  |  |
| Abstention                           | Abstention               | Abstention               | 1 453 | 52,72 |    |   |  |  |
| Inscrits / participation             | Inscrits / participation | Inscrits / participation | 2 756 | 47,28 |    |   |  |  |

### Châtillon-sur-Loire(Loiret)
- Maire sortant : Emmanuel Rat (DVD)
- Maire élu ou réélu : Gérard Galfano (SE)

- Contexte : Décès du maire sortant[3].

|                              | Gérard Galfano           | SE                       | 743   | 100,00 | 23 | 6 |  |  |
| Agir ensemble pour Châtillon |                          |                          | 743   | 100,00 | 23 | 6 |  |  |
|                              |                          |                          |       |        |    |   |  |  |
| Suffrages exprimés           | Suffrages exprimés       | Suffrages exprimés       | 743   | 93,11  |    |   |  |  |
| Votes blancs                 | Votes blancs             | Votes blancs             | 16    | 2,00   |    |   |  |  |
| Votes nuls                   | Votes nuls               | Votes nuls               | 39    | 4,89   |    |   |  |  |
| Total                        | Total                    | Total                    | 798   | 100    | 23 | 6 |  |  |
| Abstention                   | Abstention               | Abstention               | 1 557 | 66,11  |    |   |  |  |
| Inscrits / participation     | Inscrits / participation | Inscrits / participation | 2 355 | 33,88  |    |   |  |  |

### Collonges-sous-Salève(Haute-Savoie)
- Maire sortant : Vincent Lecaque (DVC)
- Maire élue ou réélue : Brigitte Gondouin (DVC)

- Contexte : Démission de plus d'un tiers des membres du conseil municipal.

| Tête de liste             | Tête de liste            | Liste                    | Premier tour | Premier tour | Sièges | Sièges |
| Tête de liste             | Tête de liste            | Liste                    | Voix         | %            | CM     | CC     |
| ------------------------- | ------------------------ | ------------------------ | ------------ | ------------ | ------ | ------ |
|                           | Brigitte Gondouin        | DVC                      | 698          | 66,86        | 23     | 4      |
| Réagissons pour Collonges |                          |                          | 698          | 66,86        | 23     | 4      |
|                           | Vincent Lecaque          | DVC                      | 346          | 33,14        | 4      | 0      |
| Poursuivre Ensemble       |                          |                          | 346          | 33,14        | 4      | 0      |
|                           |                          |                          |              |              |        |        |
| Suffrages exprimés        | Suffrages exprimés       | Suffrages exprimés       | 1 044        | 98,12        |        |        |
| Votes blancs              | Votes blancs             | Votes blancs             | 12           | 1,13         |        |        |
| Votes nuls                | Votes nuls               | Votes nuls               | 8            | 0,75         |        |        |
| Total                     | Total                    | Total                    | 1 064        | 100          | 27     | 4      |
| Abstention                | Abstention               | Abstention               | 1 091        | 50,63        |        |        |
| Inscrits / participation  | Inscrits / participation | Inscrits / participation | 2 155        | 49,37        |        |        |

### Estevelles(Pas-de-Calais)
- Maire sortante : Estelle Szabo (MDC)
- Maire élue ou réélue : Martine Chwicko[7] (ECO)

- Contexte : Démission de plus d'un tiers des membres du conseil municipal[8].

| Tête de liste                                 | Tête de liste       | Liste | Premier tour | Premier tour | Second tour | Second tour | Sièges  | Sièges  |
| Tête de liste                                 | Tête de liste       | Liste | Voix         | %            | Voix        | %           | CM      | CC      |
| --------------------------------------------- | ------------------- | ----- | ------------ | ------------ | ----------- | ----------- | ------- | ------- |
|                                               | Martine Chwicko     | ECO   |              |              |             | 46,70       | 14      | 1       |
| Une nouvelle dynamique, en toute transparence |                     |       |              |              |             | 46,70       | 14      | 1       |
|                                               | Amandine Kulinski   | SE    |              |              |             | 33,90       | 3       | 0       |
| Réagir aujourd’hui pour demain                |                     |       |              |              |             | 33,90       | 3       | 0       |
|                                               | Jean-Michel Collart | SE    |              |              | Retrait     | Retrait     | Retrait | Retrait |
| Vive Estevelles                               |                     |       |              |              | Retrait     | Retrait     | Retrait | Retrait |
|                                               | Estelle Szabo       | MDC   |              |              |             | 19,40       | 2       | 0       |
| Estevelles d'abord                            |                     |       |              |              |             | 19,40       | 2       | 0       |
|                                               |                     |       |              |              |             |             |         |         |
| Suffrages exprimés                            |                     |       |              |              |             |             |         |         |
| Votes blancs                                  |                     |       |              |              |             |             |         |         |
| Votes nuls                                    |                     |       |              |              |             |             |         |         |
| Total                                         | Total               | Total |              | 100          |             | 100         | 19      | 1       |
| Abstention                                    |                     |       |              |              |             |             |         |         |
| Inscrits / participation                      |                     |       |              |              |             |             |         |         |

### Francheville(Métropole de Lyon)
- Maire sortant : Michel Rantonnet  (LR)
- Maire élue ou réélue : Claire Pouzin (LR)

- Contexte : Démission du maire[9],[10].

| Tête de liste              | Tête de liste            | Liste                    | Premier tour | Premier tour | Second tour | Second tour | Sièges | Sièges |
| Tête de liste              | Tête de liste            | Liste                    | Voix         | %            | Voix        | %           | CM     | CC     |
| -------------------------- | ------------------------ | ------------------------ | ------------ | ------------ | ----------- | ----------- | ------ | ------ |
|                            | Claire Pouzin            | LR-DVD                   | 1 937        | 40,57        | 2 346       | 51,36       | 26     | 1      |
| Ensemble pour Francheville |                          |                          | 1 937        | 40,57        | 2 346       | 51,36       | 26     | 1      |
|                            | Caroline Paris           | DVC-RE-MoDem             | 1 065        | 22,31        | 965         | 21,13       | 3      | 0      |
| Vivre Francheville         |                          |                          | 1 065        | 22,31        | 965         | 21,13       | 3      | 0      |
|                            | Hélène Duvivier          | LÉ-PP-PS-PCF             | 917          | 19,21        | 783         | 17,14       | 3      | 0      |
| Francheville respire       |                          |                          | 917          | 19,21        | 783         | 17,14       | 3      | 0      |
|                            | Olivier Roche            | DVD                      | 855          | 17,91        | 474         | 10,38       | 1      | 0      |
| Nous Franchevillois        |                          |                          | 855          | 17,91        | 474         | 10,38       | 1      | 0      |
|                            |                          |                          |              |              |             |             |        |        |
| Suffrages exprimés         | Suffrages exprimés       | Suffrages exprimés       | 4 774        | 98,94        | 4 568       | 98,89       |        |        |
| Votes blancs               | Votes blancs             | Votes blancs             | 30           | 0,62         | 27          | 0,58        |        |        |
| Votes nuls                 | Votes nuls               | Votes nuls               | 21           | 0,43         | 24          | 0,52        |        |        |
| Total                      | Total                    | Total                    | 4 825        | 100          | 4 619       | 100         | 33     | 1      |
| Abstention                 | Abstention               | Abstention               | 5 614        | 53,78        | 5 822       | 55,76       |        |        |
| Inscrits / participation   | Inscrits / participation | Inscrits / participation | 10 439       | 46,22        | 10 441      | 44,24       |        |        |

### Saint-Médard-de-Guizières(Gironde)
- Maire sortante : Mireille Conte-Jaubert (DVD)
- Maire élu ou réélu : Stéphane Catalan (SE)

- Contexte : Démission de la maire sortante devenue sénatrice et conseil municipal incomplet[16].

|                                                | Mireille Conte-Jaubert   | DVD                      | 418   | 51,54 | 15 | 1 |  |  |
| Saint-Médard-de-Guizières ensemble pour demain |                          |                          | 418   | 51,54 | 15 | 1 |  |  |
|                                                | Jérôme Roberteau         | SE                       | 393   | 48,46 | 4  | 0 |  |  |
| Demain Saint-Médard                            |                          |                          | 393   | 48,46 | 4  | 0 |  |  |
|                                                |                          |                          |       |       |    |   |  |  |
| Suffrages exprimés                             | Suffrages exprimés       | Suffrages exprimés       | 811   | 96,77 |    |   |  |  |
| Votes blancs                                   | Votes blancs             | Votes blancs             | 13    | 1,55  |    |   |  |  |
| Votes nuls                                     | Votes nuls               | Votes nuls               | 14    | 1,68  |    |   |  |  |
| Total                                          | Total                    | Total                    | 838   | 100   | 19 | 1 |  |  |
| Abstention                                     | Abstention               | Abstention               | 872   | 50,99 |    |   |  |  |
| Inscrits / participation                       | Inscrits / participation | Inscrits / participation | 1 710 | 49,01 |    |   |  |  |

### Sathonay-Village(Métropole de Lyon)
- Maire sortant : Pascal Dumoulin (SE)
- Maire élu ou réélu :

- Contexte : Démission de plus d'un tiers des membres du conseil municipal.

|                           | Gilles Bidon             | DVD                      | 437   | 66,62 | 16 |  |  |  |
| Agir ensemble pour demain |                          |                          | 437   | 66,62 | 16 |  |  |  |
|                           | Dorian Da Silva          | DVD                      | 219   | 33,38 | 3  |  |  |  |
| Sathonay esprit village   |                          |                          | 219   | 33,38 | 3  |  |  |  |
|                           |                          |                          |       |       |    |  |  |  |
| Suffrages exprimés        | Suffrages exprimés       | Suffrages exprimés       | 656   | 93,85 |    |  |  |  |
| Votes blancs et nuls      | Votes blancs et nuls     | Votes blancs et nuls     | 43    | 6,15  |    |  |  |  |
| Total                     | Total                    | Total                    | 699   | 100   | 19 |  |  |  |
| Abstention                | Abstention               | Abstention               | 1 361 | 66,07 |    |  |  |  |
| Inscrits / participation  | Inscrits / participation | Inscrits / participation | 2 060 | 33,93 |    |  |  |  |

### Toussieu(Rhône)
- Maire sortant : Paul Vidal (LR)
- Maire élu ou réélu : Claude Humbert (SE)

- Contexte : Démission du maire sortant pour cause de cumul de mandats et conseil municipal incomplet.

|                          | Claude Humbert  | SE    |  | 65,19 | 19 |  |  |  |
| Toussieu pour Tous       |                 |       |  | 65,19 | 19 |  |  |  |
|                          | Florian Mercier | SE    |  | 34,81 | 4  |  |  |  |
| Toussieu Demain          |                 |       |  | 34,81 | 4  |  |  |  |
|                          |                 |       |  |       |    |  |  |  |
| Suffrages exprimés       |                 |       |  |       |    |  |  |  |
| Votes blancs             |                 |       |  |       |    |  |  |  |
| Votes nuls               |                 |       |  |       |    |  |  |  |
| Total                    | Total           | Total |  | 100   | 23 |  |  |  |
| Abstention               |                 |       |  |       |    |  |  |  |
| Inscrits / participation |                 |       |  |       |    |  |  |  |

### Treillières(Loire-Atlantique)
- Maire sortant : Alain Royer (DVD)
- Maire élu ou réélu : Alain Royer (DVD)

- Contexte : Démission de plus d'un tiers des membres du conseil municipal[20].

| Tête de liste                     | Tête de liste            | Liste                    | Premier tour | Premier tour | Second tour | Second tour | Sièges | Sièges |
| Tête de liste                     | Tête de liste            | Liste                    | Voix         | %            | Voix        | %           | CM     | CC     |
| --------------------------------- | ------------------------ | ------------------------ | ------------ | ------------ | ----------- | ----------- | ------ | ------ |
|                                   | Alain Royer,             | DVD                      | 1 572        | 40,27        | 1 731       | 45,41       | 24     | 5      |
| Treillières en actions            |                          |                          | 1 572        | 40,27        | 1 731       | 45,41       | 24     | 5      |
|                                   | Gwenn Boulzennec         | DVG                      | 1 274        | 32,63        | 1 354       | 35,52       | 6      | 1      |
| Treillières ensemble              |                          |                          | 1 274        | 32,63        | 1 354       | 35,52       | 6      | 1      |
|                                   | Pascal Lavéant           | SE                       | 1 058        | 27,10        | 727         | 19,07       | 3      | 0      |
| Alternative citoyenne Treillières |                          |                          | 1 058        | 27,10        | 727         | 19,07       | 3      | 0      |
|                                   |                          |                          |              |              |             |             |        |        |
| Suffrages exprimés                | Suffrages exprimés       | Suffrages exprimés       | 3 904        | 97,94        | 3 812       | 98,42       |        |        |
| Votes blancs                      | Votes blancs             | Votes blancs             | 49           | 1,23         | 42          | 1,08        |        |        |
| Votes nuls                        | Votes nuls               | Votes nuls               | 33           | 0,83         | 19          | 0,49        |        |        |
| Total                             | Total                    | Total                    | 3 986        | 100          | 3 873       | 100         | 33     | 6      |
| Abstention                        | Abstention               | Abstention               | 4 300        | 51,89        | 4 416       | 53,28       |        |        |
| Inscrits / participation          | Inscrits / participation | Inscrits / participation | 8 286        | 48,11        | 8 289       | 46,72       |        |        |

### Villeneuve-Saint-Georges(Val-de-Marne)
- Maire sortant : Philippe Gaudin (DVD)
- Maire élue ou réélue : Kristell Niasme (LR)

- Contexte : Démission de plus d'un tiers des membres du conseil municipal[27],[28].

| Tête de liste                                   | Tête de liste            | Liste                                               | Premier tour | Premier tour | Second tour | Second tour | Sièges   | Sièges   |
| Tête de liste                                   | Tête de liste            | Liste                                               | Voix         | %            | Voix        | %           | CM       | CMGP     |
| ----------------------------------------------- | ------------------------ | --------------------------------------------------- | ------------ | ------------ | ----------- | ----------- | -------- | -------- |
|                                                 | Louis Boyard             | La France insoumise (ICV)                           | 1 046        | 24,89        | 1 897       | 38,75       | 7        | 0        |
| Dignité, fierté et solidarité avec Louis Boyard |                          |                                                     | 1 046        | 24,89        | 1 897       | 38,75       | 7        | 0        |
|                                                 | Kristell Niasme          | Les Républicains                                    | 954          | 22,70        | 2 399       | 49,00       | 30       | 1        |
| Villeneuve d'abord, c'est notre direction       |                          |                                                     | 954          | 22,70        | 2 399       | 49,00       | 30       | 1        |
|                                                 | Daniel Henry             | Union de la gauche (PCF - PS - LÉ - PRG - GRS - GE) | 870          | 20,70        | Retrait,    | Retrait,    | Retrait, | Retrait, |
| Ensemble pour Villeneuve                        |                          |                                                     | 870          | 20,70        | Retrait,    | Retrait,    | Retrait, | Retrait, |
|                                                 | Philippe Gaudin          | Divers droite                                       | 653          | 15,54        | 600         | 12,25       | 2        | 0        |
| Villeneuve notre ville                          |                          |                                                     | 653          | 15,54        | 600         | 12,25       | 2        | 0        |
|                                                 | Éric Colson              | Union des démocrates et indépendants (RE)           | 572          | 13,61        | Retrait     | Retrait     | Retrait  | Retrait  |
| Reprenons en main Villeneuve-Saint-Georges      |                          |                                                     | 572          | 13,61        | Retrait     | Retrait     | Retrait  | Retrait  |
|                                                 | Hamed Benyakhlef         | Divers                                              | 108          | 2,57         |             |             |          |          |
| Villeneuve c'est nous                           |                          |                                                     | 108          | 2,57         |             |             |          |          |
|                                                 |                          |                                                     |              |              |             |             |          |          |
| Suffrages exprimés                              | Suffrages exprimés       | Suffrages exprimés                                  | 4 203        | 97,95        | 4 896       | 98,56       |          |          |
| Votes blancs                                    | Votes blancs             | Votes blancs                                        | 46           | 1,07         | 105         | 0,82        |          |          |
| Votes nuls                                      | Votes nuls               | Votes nuls                                          | 42           | 0,98         | 79          | 0,62        |          |          |
| Total                                           | Total                    | Total                                               | 4 291        | 100          | 5 080       | 100         | 39       | 1        |
| Abstention                                      | Abstention               | Abstention                                          | 8 503        | 66,46        | 7 723       | 60,32       |          |          |
| Inscrits / participation                        | Inscrits / participation | Inscrits / participation                            | 12 794       | 33,54        | 12 803      | 39,68       |          |          |